# Leitneria
Leitneria floridana  es un género monotípico de plantas de flores perteneciente a la familia Simaroubaceae. La única especie del género  Leitneria, es un arbusto o pequeño árbol caducifolio que se encuentra en el sudoeste de los Estados Unidos en los estados de Arkansas, Florida, Georgia, Misuri y Texas.

## Descripción
Crece en zonas inundables, especialmente en áreas costeras, teniendo una madera extremadamente ligera. Usualmente alcanza los  2-4 m de altura y ocasionalmente los  8 m. Las hojas son alternas, simples, lanceoladas de 5-20 cm de longitud y  3-6 cm de ancho.
En el pasado fue considerada la única especie de la familia Leitneriaceae del orden  Leitneriales, pero recientes estudios genéticos la han trasladado a la familia Simaroubaceae en el orden Sapindales.